# 高谷大地
高谷 大地（たかたに だいち、1994年11月22日 - ）は、日本のレスリングフリースタイルの選手。階級は74kg級。2024年パリ五輪銀メダリスト。京都府京丹後市出身。拓殖大学経済学科卒業。自衛隊体育学校所属の幹部自衛官（2024年8月現在、1等陸尉）。兄は3大会連続でオリンピックに出場した高谷惣亮。

## 来歴
網野町少年教室でレスリングを始めた。網野中学3年の時からJOC杯カデットの部を3連覇した。網野高校に進むと、2年の時には世界カデット選手権54㎏級で3位になった。3年の時にはインターハイ66㎏級で優勝した。2013年に拓殖大学へ進むと、1年の時に全日本選抜選手権60㎏級で優勝した。2年の時には世界ジュニア選手権で3位になるも、74㎏級の兄とともに出場した世界選手権では7位だった。
2017年に自衛隊体育学校へ入校すると、全日本選手権65㎏級で優勝した。2018年のアジア大会では2位だった。その後階級を74㎏級へ上げると、2021年から全日本選手権で2連覇した。2023年には全日本選抜選手権でも優勝した。世界選手権では初戦で元世界チャンピオンであるイタリアのフランク・チャミゾを7-2で破るも、準々決勝で世界チャンピオンであるアメリカのカイル・デイクに4-6で逆転負けを喫するが、その後の3位決定戦でギリシャの選手に逆転のフォール勝ちを収めて3位となった。兄も2014年の世界選手権ではこの階級で銀メダルを獲得しており、これで兄弟揃ってのメダリストになった。なお、今大会でメダルを獲得したため、規定により2024年パリオリンピックのレスリング競技74kg級代表に内定した。パリオリンピックでは決勝で、ウズベキスタンのラザンベクサラムベコビッチ・ジャマロフと対戦したが、フォール負けし、銀メダルとなった。

## 主な戦績
- 2008年 -　全国中学選抜選手権　3位（42kg級）
- 2009年 -　JOC杯カデットの部　優勝（46kg級）
- 2009年 -　全国中学生選手権　2位（47kg級）
- 2010年 -　JOC杯カデットの部　優勝（50kg級）
- 2010年 -　インターハイ　2位（50kg級）
- 2011年 -　JOC杯カデットの部　優勝（54kg級）
- 2011年 -　世界カデット選手権　3位（54kg級）
- 2012年 -　インターハイ　優勝（66kg級）
- 2013年 -　全日本選抜選手権　優勝（60kg級）
- 2013年 -　全日本選手権　3位（66kg級）
- 2014年 -　JOC杯ジュニアの部　優勝（66kg級）
- 2014年 -　全日本選抜選手権　2位（65kg級）
- 2014年 -　世界ジュニア選手権　3位（66kg級）
- 2014年 -　世界選手権　7位（66kg級）

65㎏級での戦績
- 2016年 -　全日本選手権　3位
- 2017年 -　アジアインドア・マーシャルアーツゲームズ　2位
- 2017年 -　全日本選手権　優勝
- 2018年 -　アジア選手権　3位
- 2018年 -　アジア大会　2位
- 2018年 -　全日本選手権　2位

74㎏級での戦績
- 2019年 -　全日本選手権　2位
- 2020年 -　アジア選手権　3位
- 2020年 -　全日本選手権　2位
- 2021年 -　全日本選抜選手権　3位
- 2021年 -　全日本選手権　優勝
- 2022年 -　アジア選手権　3位
- 2022年 -　全日本選抜選手権　優勝
- 2022年 -　世界選手権　10位
- 2022年 -　全日本選手権　優勝
- 2023年 -　全日本選抜選手権　優勝
- 2023年 -　世界選手権　3位
- 2024年 -　2024年パリオリンピック　2位

（出典）